# Ficus crocata
Ficus crocata är en mullbärsväxtart som först beskrevs av Friedrich Anton Wilhelm Miquel, och fick sitt nu gällande namn av Carl Friedrich Philipp von Martius och Friedrich Anton Wilhelm Miquel. Ficus crocata ingår i släktet fikonsläktet, och familjen mullbärsväxter. Inga underarter finns listade i Catalogue of Life.